# La fiesta nacional (canción)
«La fiesta nacional» fue el séptimo sencillo de Mecano, grupo español de tecno-pop. Salió el 25 de julio de 1983 con la referencia CBS A-3610, con la cara B «El ladrón de discos», siendo el segundo sencillo extraído del segundo álbum del grupo, ¿Dónde está el país de las hadas? Es una canción compuesta por Nacho Cano.

## La canción
Cuando se  comenzó a promocionar la canción en la radio, fue una sensación de inmediato, ya que el tema se trata de un pasodoble, pero con tratamiento moderno. De ahí que muchos locutores de la radio la catalogaran como un «tecno-pasodoble» al momento de presentarla al público radio-escucha.
Es otro de esos temas musicales a los cuales Nacho le realizó muy buen trabajo de coros, lo cual se puede apreciar claramente en el estribillo de la canción. Ana Torroja comienza a demostrar en este tema lo que puede llegar a ser su voz, siendo muy versátil para cantar cualquier estilo de música. La letra de la canción nos va narrando sobre los diferentes sentimientos encontrados que puede llegar a sentir un torero al momento de salir al ruedo... los nervios previos a la actuación, el miedo al dolor o la adrenalina que se siente al estar tan cerca del toro y la ovación del público.
En un segmento de este tema, ya hacía el final de la canción, hay un agregado de voz del periodista-locutor de radio y televisión, Matías Prats padre (1913-2004), muy conocido en España.
La cara B, «El ladrón de discos», es un tema cantado por Nacho Cano; Ana Torroja hace los coros de la canción. Este tema, se salía un poco de la temática del grupo, teniendo una pincelada de rock aunque conservando el estilo Mecano surgido más en 1981-82 que el estilo del propio disco el cual era el sencillo.

## La portada
El diseño gráfico de la portada sigue el mismo esquema de ornamentación que se dispuso para el álbum basado en el tema de las flores... si bien en la hoja de letras y créditos incluido en el disco de larga duración a esta canción le correspondía la fotografía de un clavel rojo (Dianthus caryophyllus), para la foto de la portada se usó otro tipo de flor. La portada en sí tiene un color de fondo rosa que viene dado en degradé, la parte superior más clara; la inferior más oscura, y en ella se han dispuesto 3 fotografías de los miembros del grupo colocadas en forma de ele: Ana Torroja en la parte superior, José María justo debajo de Ana, Nacho Cano en la parte inferior y derecha de la carátula, al lado de José. Estas fotografías son las mismas usadas en la contraportada del álbum "¿Dónde está el país de las hadas?". 
El nombre del grupo y el título del sencillo están ubicados en la parte superior y derecha de la portada y como imagen de fondo a lo anterior ya descrito, se usó la fotografía de un ramillete de 5 orquídeas Cimbidio híbridas en color amarillo (Cymbidium hybrid) de las cuales solo se pueden ver claramente 4 de ellas, el quinto Cimbidio queda eclipsado por la flor que está justo sobre la foto de Nacho. Curiosamente esta flor de Cimbidio amarilla es la misma flor que en el folleto insertado de letras que le corresponde a la canción titulada "Focas". En la contraportada no hay ningún tipo de gráfica, solo se expone aquí sobre un color de fondo crema, la letra de las dos canciones que contiene el sencillo.

## Lista de temas

### Cara A
- «La fiesta nacional» (3:59) (I. Cano)

### Cara B
- «El ladrón de discos» (3:00) (I. Cano)

.

## Posicionamiento en listas
| Lista (1983)                | Mejor posición |
| --------------------------- | -------------- |
| España (Los 40 Principales) | 1              |